# Amt Neuburg
L'Amt Neuburg est un Amt de l'arrondissement du Mecklembourg-du-Nord-Ouest dans le Land de Mecklembourg-Poméranie-Occidentale, dans le Nord de l'Allemagne.

## Communes
1. Benz
2. Blowatz
3. Boiensdorf
4. Hornstorf
5. Krusenhagen
6. Neuburg